# Pergalumna montana
Pergalumna montana är en kvalsterart som beskrevs av Hammer 1961. Pergalumna montana ingår i släktet Pergalumna och familjen Galumnidae. Inga underarter finns listade i Catalogue of Life.